# 후쿠와라이

후쿠와라이의 부품. 각 부품을 눈을 가린 상태에서 적당한 위치에 둔다.

후쿠와라이(福笑い)는 쇼가쓰에 놀 수 있는 일본의 전통적인 놀이이다. 또, ‘헨나카오’(変な顔)→이상한 얼굴이라는 것을 가리키는 단어로도 사용된다(예시: 顔面福笑い).
오카메나 오타후쿠 등의 면의 윤곽을 그린 종이 위에 눈, 코, 입 등의 부품을 흩뜨려 놓아서 눈가리개를 한 사람이 그것을 적당한 위치에 놓아간다. 나열하는 사람이 눈을 가리고 있기 때문에 만들어진 부품의 위치가 엉망이 되어있으며 우스꽝스러운 얼굴 모습이 나타난다. 그것을 보고 웃고 즐기는 것이다.
보다 이상한 얼굴을 만든 사람, 혹은 보다 올바른 보통의 얼굴을 만든 사람을 승자로 하는 등해서 승패를 정한다. 쇼가쓰 놀이로 정착한 것은 메이지경이라고 하지만, 기원은 명확하지 않다. 헤이세이 이후는 일반 가정에서의 쇼가쓰의 놀이로는 쇠퇴해가는 기미가 됐지만, 자치제 등이 거행하는 신춘행사로는 바뀌지 않고 항례라고 할 수 있다.
최근에는 PC나 웹 상에서 노는 후쿠와라이 소프트웨어 등이 등장했지만, 온라인 게임으로 여러명이 즐길 수 있는 것은 알려있지 않으며, 후쿠와라이의 에센스를 이용한 조크로 즐긴다. 웹 상에서는 힐러리 클린턴판이 세계적으로도 유명하며, 자신이 만든 캡처 이미지가 블로그 등에서 소개되어있다.

## 관련 행사
- 히로시마 현 오미치 시 사코쿠 절의 절분회―복을 주는 후쿠와라이―